# Шахтёр (футбольный клуб, Шахты)
«Шахтёр» — российский футбольный клуб из города Шахты. Основан в 1958 году. Лучшее достижение в первенстве СССР — 4-е место в классе «Б», РСФСР, 4-я зона (1961). Лучшее достижение в первенстве России — 4-е место во 2-й зоне второй лиги в 1992 году. Ныне играет в чемпионате Ростовской области (высшая лига).

## Прежние названия
- 1958—н. в. — «Шахтёр»
  - 2005—2006 — «Буревестник-ЮРГУЭС»[3][4]
  - 2014—2017 — «Шахтёр-2014»[5]

Имеются сведения об участии КФК «Шахтёр» Шахты в региональных турнирах (включая чемпионат и кубок РСФСР до 1958 года.

## Результаты выступлений
| Сезон | Первенство              | Первенство                | Первенство | Кубок                 | Кубок                 | Примечания                                     |
| Сезон | Лига/дивизион (уровень) | Лига/дивизион (уровень)   | Место      | Кубок                 | Кубок                 | Примечания                                     |
| --- | ----------------------- | ------------------------- | ---------- | --------------------- | --------------------- | ---------------------------------------------- |
| Советский период |                         |                           |            |                       |                       |                                                |
| 1958 | класс «Б» (2)           | 4-я зона                  | 11 из 16   | 1/256 (1/8 — зона 4)  | 1/256 (1/8 — зона 4)  |                                                |
| 1959 | класс «Б» (2)           | 5-я зона                  | 14 из 14   | 1/16                  | 1/16                  | Высшее достижение в кубке страны               |
| 1960 | класс «Б» (2)           | 3-я зона РСФСР            | 5 из 14    |                       |                       |                                                |
| 1961 | класс «Б» (2)           | 4-я зона РСФСР            | 4 из 13    | 1/32                  | 1/32                  |                                                |
| 1962 | класс «Б» (2)           | 3-я зона РСФСР            | 5 из 15    | 1/32 (финал — зона 3) | 1/32 (финал — зона 3) |                                                |
| 1963 | класс «Б» (3)           | 3-я зона РСФСР            | 4 из 16    | 1/32                  | 1/32                  |                                                |
| 1964 | класс «Б» (3)           | 3-я зона РСФСР            | 11 из 16   | 1/1024 (1/8 — зона 3) | 1/1024 (1/8 — зона 3) |                                                |
| 1965 | класс «Б» (3)           | 3-я зона РСФСР            | 18 из 20   | 1/512 (1/2 — зона 3)  | 1/512 (1/2 — зона 3)  |                                                |
| 1966 | класс «Б» (3)           | 3-я зона РСФСР            | 13 из 18   | 1/64                  |                       |                                                |
| 1967 | класс «Б» (3)           | 3-я зона РСФСР            | 8 из 20    | 1/64                  | 1/512 (1/2 — зона 3)  |                                                |
| 1968 | класс «Б» (3)           | 2-я зона РСФСР            | 13 из 20   | —                     | —                     |                                                |
| 1969 | класс «Б» (3)           | 3-я зона РСФСР            | 16 из 18   | —                     | —                     |                                                |
| В 1970—1972 годах — участие в чемпионате Ростовской области — в 1970, 1972 — 1-е место, 1971 — 2-е место. |                         |                           |            |                       |                       |                                                |
| |                         |                           |            |                       |                       |                                                |
| Возрождение команды. 1987— 1-е место в чемпионате Ростовской области. |                         |                           |            |                       |                       |                                                |
| 1988 | Первенство КФК          | зона Юг                   | 1 из 10    | —                     | —                     | Выход во вторую лигу                           |
| 1988 | Первенство КФК          | Финальный турнир          | 9 из 9     | —                     | —                     | Выход во вторую лигу                           |
| 1989 | Вторая лига (3)         | 3-я зона РСФСР            | 18 из 22   | —                     | —                     |                                                |
| 1989 | Вторая лига (3)         | Утешительный финал (Ейск) | 1 из 3     | —                     | —                     | Все участники покинули вторую лигу             |
| 1990 | Вторая низшая лига (4)  | 4-я зона                  | 14 из 17   | —                     | —                     |                                                |
| 1991 | Вторая низшая лига (4)  | 5-я зона                  | 9 из 22    | —                     | —                     |                                                |
| Российский период |                         |                           |            |                       |                       |                                                |
| 1992 | Вторая лига (3)         | 2-я зона                  | 4 из 22    | 1/128                 | 1/128                 |                                                |
| 1993 | Вторая лига (3)         | 2-я зона                  | 8 из 16    | 1/64                  | 1/64                  |                                                |
| 1994 | Третья лига (4)         | 2-я зона                  | 5 из 17    | 1/256                 | 1/256                 | Реорганизация соревнований в первенстве России |
| 1995 | Третья лига (4)         | 2-я зона                  | 11 из 16   | 1/256                 | 1/256                 | Реорганизация соревнований в первенстве России |
| 1996 | Третья лига (4)         | 2-я зона                  | 8 из 17    | 1/128                 | 1/128                 | Реорганизация соревнований в первенстве России |
| 1997 | Третья лига (4)         | 2-я зона                  | 6 из 16    | 1/128                 | 1/128                 | Реорганизация соревнований в первенстве России |
| 1998 | Второй дивизион (3)     | зона Юг                   | 15 из 21   | 1/128                 | 1/128                 |                                                |
| 1999 | Второй дивизион (3)     | зона Юг                   | 12 из 19   | 1/256                 | 1/256                 |                                                |
| 2000 | Второй дивизион (3)     | зона Юг                   | 16 из 20   | 1/128                 | 1/128                 |                                                |
| 2001 | Второй дивизион (3)     | зона Юг                   | 19 из 20   | 1/256                 | 1/256                 |                                                |
| 2002 | Второй дивизион (3)     | зона Юг                   | 16 из 21   | 1/256                 | 1/256                 |                                                |
| 2003 | Второй дивизион (3)     | зона Юг                   | 20 из 20   | 1/64                  | 1/64                  | Выход из состава ПФЛ                           |
| 2004 | ЛФЛ/КФК (4)             | зона ЮФО                  | 21 из 21   | —                     | —                     |                                                |
| В 2006 году в ЛФЛ (зона ЮФО) играла команда «Буревестник-ЮРГУЭС», заняла 3-е место из 18. |                         |                           |            |                       |                       |                                                |
| |                         |                           |            |                       |                       |                                                |
| Возрождение команды. С 2013 года «Шахтёр» принимает участие в чемпионате Ростовской области. 2013 — 9-е место из 10 в зоне «Север» первенства области. 2017 — 10-е место из 12 в чемпионате 2018 — 12-е место из 15 в чемпионате. В 2022 и 2023 годах — участие в зоне «Север» 1-й лиги чемпионата области (в 2022 году — 1-е место) |                         |                           |            |                       |                       |                                                |

Примечание. В 1950—1962 класс «Б» являлся вторым уровнем системы советских футбольных лиг, в 1963—1969 — третьтим, в 1970 — четвёртым.

## Тренеры
- Щербатенко, Пётр Петрович (1956—1957)
- Гуляев Виктор Алексеевич (1958—1959)
- Григорьев Александр Николаевич (1960)
- Сальников Сергей Сергеевич (1961)
- Григорьев Александр Николаевич (1962—1963)
- Гейзер, Вячеслав Иванович (1963)
- Богателло, Гавриил Георгиевич (1964)
- Сапрыкин Григорий Фёдорович (1965)
- Хахонов, Валентин Михайлович (1966—1967)
- Новик Владимир Григорьевич (1968)
- Сапрыкин Григорий Фёдорович (1969)
- Гуляев Виктор Алексеевич (1969)
- Норакидзе Тенгиз Мамедович (1970)
- Хахонов, Валентин Михайлович (1989)
- Грунин, Евгений Николаевич (1989—1993)
- Володин Валерий Иванович (1994—1995)
- Вязов Александр Николаевич (1996)
- Шикунов, Юрий Иванович (1997)
- Дяблов Валерий Григорьевич (1998—2000)
- Нуждин Виталий Викторович (2001—2002)
- Далиев Муслим Мурдалович (2003)
- Дяблов Валерий Григорьевич (2004)
- Найдёнов, Арсений Юдильевич (2006)
- Грунин, Евгений Николаевич (2014)
- Комаров Юрий Алексеевич (2014—2017)
- Кониченко Геннадий Валерьевич (2018—н. в.)